# Condado de Mineral (Virgínia Ocidental)
O Condado de Mineral é um dos 55 condados do estado norte-americano da Virgínia Ocidental. A sede do condado é Keyser, que é também a sua maior cidade. O condado tem uma área de 852 km² (dos quais 3 km² estão cobertos por água), uma população de 27 078 habitantes, e uma densidade populacional de 32 hab/km² (segundo o censo nacional de 2000). O condado foi fundado em 1866 e recebeu o seu nome a partir dos recursos minerais existentes no seu território.